# Somebody Somewhere
Somebody Somewhere är en amerikansk dramakomediserie från 2022 vars första säsong hade premiär den 16 januari 2022 och den andra hade premiär på HBO Max den 23 april 2023. Båda säsongerna består av 7 avsnitt och i juni 2023 meddelades att det även skulle spelas in en tredje säsong. Serien är skapad av Hannah Bos och Paul Thureen som även skrivit seriens manus. För regin har Robert Cohen, Jay Duplass och Lennon Parham svarat.

## Handling
Serien utspelar sig i Manhattan, Kansas och kretsar kring Sam, en kvinna i medelåldern, och hur hon hanterar situationen efter att hennes syster dött.

## Roller i urval
- Bridget Everett - Sam
- Jeff Hiller - Joel
- Mary Catherine Garrison - Tricia Miller
- Danny McCarthy - Rick